# Élections législatives de 1986 en Guyane
Les élections législatives françaises de 1986 ont lieu le 16 mars. Dans le département de Guyane, deux députés sont à élire dans le cadre d'un scrutin proportionnel par liste départementale à un seul tour.

## Élus
| Député élu   |  | Parti |
| ------------ |  | ----- |
| Élie Castor  |  | PSG   |
| Paulin Bruné |  | RPR   |

## Listes en présence

### Parti socialiste guyanais
| N° | Candidats   | Parti | Parti | Principales fonctions                                    |
| -- | ----------- | ----- | ----- | -------------------------------------------------------- |
| 01 | Élie Castor |       | PSG   | Député sortant, conseiller général et maire de Sinnamary |
| 02 |             |       | PSG   |                                                          |
|    |             |       |       |                                                          |
| 03 |             |       | PSG   |                                                          |
| 04 |             |       | PSG   |                                                          |

### Union pour la démocratie française
| N° | Candidats     | Parti | Parti | Principales fonctions                            |
| -- | ------------- | ----- | ----- | ------------------------------------------------ |
| 01 | Serge Patient |       | UDF   | Conseiller général et adjoint au maire de Kourou |
| 02 |               |       | UDF   |                                                  |
|    |               |       |       |                                                  |
| 03 |               |       | UDF   |                                                  |
| 04 |               |       | UDF   |                                                  |

### Rassemblement pour la République
| N° | Candidats    | Parti | Parti | Principales fonctions |
| -- | ------------ | ----- | ----- | --------------------- |
| 01 | Paulin Bruné |       | RPR   | Cadre de banque       |
| 02 |              |       | RPR   |                       |
|    |              |       |       |                       |
| 03 |              |       | RPR   |                       |
| 04 |              |       | RPR   |                       |

## Résultats

### Résultats à l'échelle du département
| Liste Parti politique | Liste Parti politique                                                                 | Tête de liste  | Tour unique | Tour unique | Sièges |
| Liste Parti politique | Liste Parti politique                                                                 | Tête de liste  | Voix        | %           | Sièges |
| --------------------- | ------------------------------------------------------------------------------------- | -------------- | ----------- | ----------- | ------ |
|                       | Liste du Parti socialiste guyanais et des forces de progrès Parti socialiste guyanais | Élie Castor    | 7 539       | 48,34       | 1      |
|                       | Guyane d'abord, Bruné d'accord Rassemblement pour la République                       | Paulin Bruné   | 5 331       | 34,18       | 1      |
|                       | Liste UDF Union pour la démocratie française                                          | Serge Patient  | 2 723       | 17,46       | 0      |
|                       |                                                                                       |                |             |             |        |
| Inscrits              | Inscrits                                                                              | Inscrits       | 26 982      | 100,00      | 2      |
| Abstentions           | Abstentions                                                                           | Abstentions    | 10 388      | 38,50       |        |
| Votants               | Votants                                                                               | Votants        | 16 594      | 61,50       |        |
| Blancs et nuls        | Blancs et nuls                                                                        | Blancs et nuls | 1 001       | 6,03        |        |
| Exprimés              | Exprimés                                                                              | Exprimés       | 15 593      | 93,96       |        |